# Lycée hébraïque Rehaviah

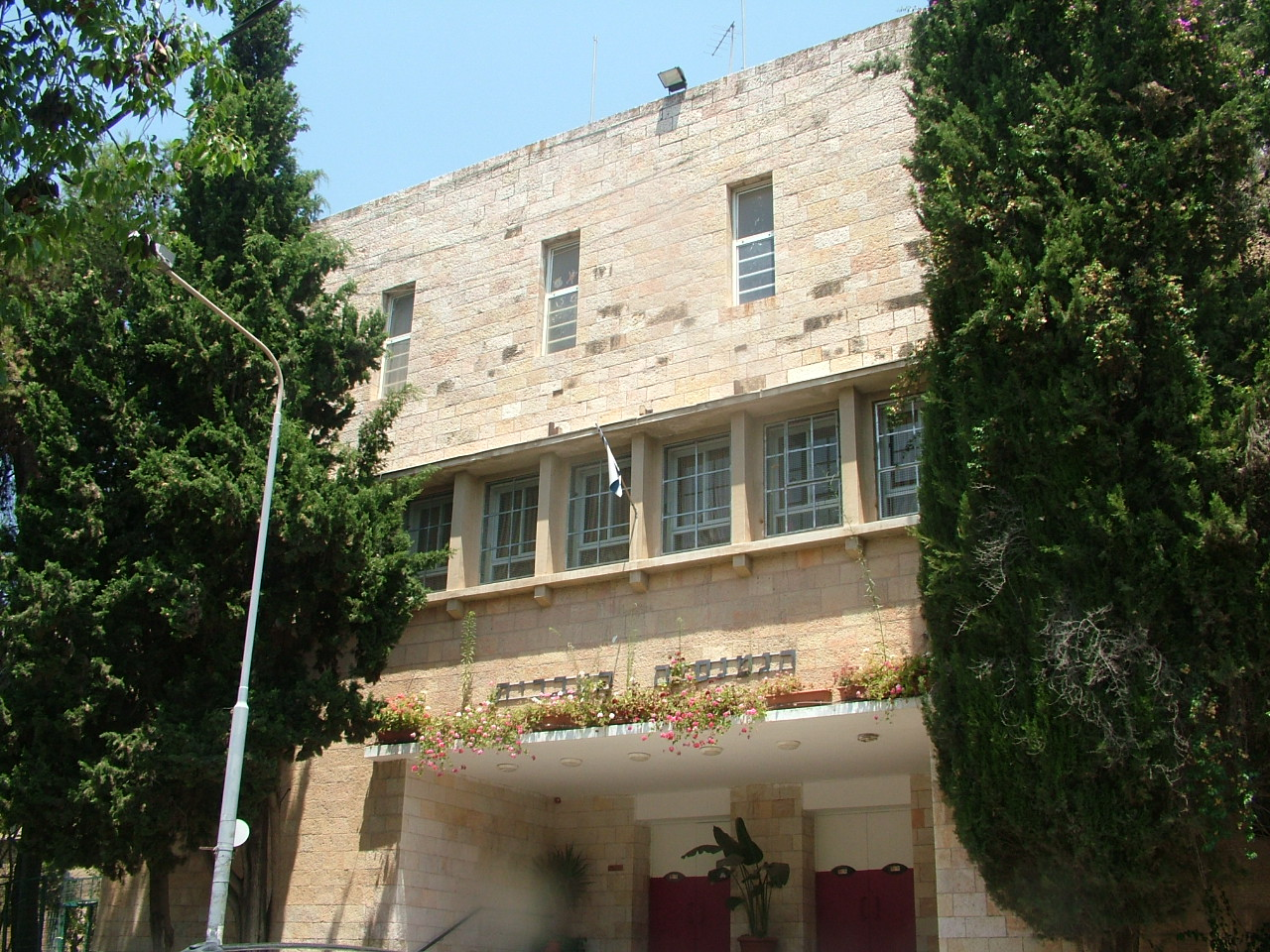
Lycée hébraïque Rehaviah.

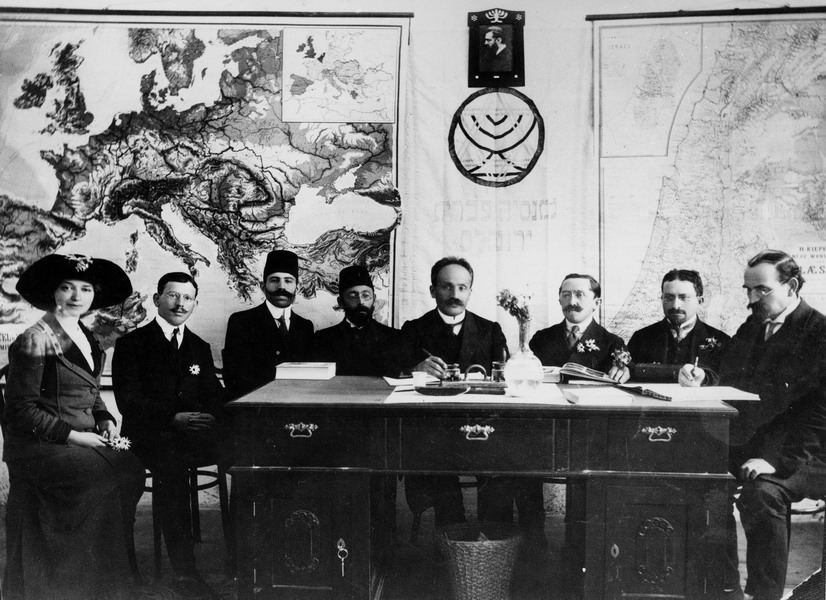
Les enseignants du Gymnasium à la veille de la Première Guerre Mondiale. Sur la droite est assis Itshaq Yaakobi, le secrétaire du Gymnasiah.

Le lycée hébraïque Rehaviah (הגימנסיה העברית רחביה, « Gymnasium » Rehaviah) est une ancienne école de Jérusalem située dans le quartier de Réhavia.
Elle a été fondée en 1909 pendant la Seconde Aliyah. Le but de ses fondateurs, les membres de la Seconde Aliyah, était de revivifier la culture hébraïque. Le programme des études comprenait la connaissance générale de la culture hébraïque, l'histoire juive et la connaissance du pays. Avec les années, l'école devint une institution d'une grande importance et ses anciens élèves remplirent des fonctions de premier plan au sein du Yishouv. Pendant la Première Guerre Mondiale, en 1916, l'école a été fermée. Elle ne reprit ses activités qu'en 1919 après l'achèvement de la guerre.
L'école a ouvert ses portes le dimanche 10 Tevet 5669 selon le calendrier hébraïque, soit le 2 janvier 1909. Les motifs de sa création ont été détaillés environ un mois plus tard dans le journal Haolam :
- il y a à Jérusalem quelques centaines de familles qui souhaitent donner à leurs enfants une éducation convenable d'un niveau intermédiaire, or il n'y a pas d'école qui convienne à Jérusalem, excepté le séminaire et l'école de commerce pour garçons de la société Ezrah (fondation culturelle juive fondée à Berlin en 1901, équivalent allemand de l'Alliance israélite universelle).
- les parents ne veulent pas être séparés de leurs enfants et les envoyer à Jaffa, le coût du voyage et de l'hébergement à Jaffa ont également pesé beaucoup.

Pendant les premières années, seuls 20 élèves étudièrent dans l'école. Leur nombre augmenta en 1910 et atteignit 110 en 1911.